# Christian Torpe
Christian Torpe (* 12. Mai 1978 auf Fünen) ist ein dänischer Drehbuchautor.

## Leben
Christian Torpe studierte Schreiben an der Mulernes Legatskole und absolvierte ein Studium der Film- und Medienwissenschaften an der Universität Kopenhagen. Das Drehbuchschreiben erlernte er bei Nancy Steen und Fred Rubin. Nach seinem Studium schrieb er vereinzelt Drehbücher für Kurzfilme und Serienfolgen.
Seinen großen Durchbruch hatte Torpe 2012 mit der Fernsehserie Rita. In dieser Dramedy-Serie spielt Mille Dinesen die alleinerziehende Lehrerin Rita, welche versucht ihr Leben zu meistern. Die Serie wurde sowohl ein Kritiker- als auch ein Publikumserfolg. Sie hat mit die höchsten Einschaltquoten im dänischen Fernsehen und Torpe wurde in seiner Funktion als Showrunner und Drehbuchautor mehrfach für renommierte Fernsehpreise nominiert und ausgezeichnet. Die deutschsprachige Ausstrahlung ist auf Netflix zu sehen.
Er lebt und arbeitet sowohl in Los Angeles als auch in Kopenhagen.

## Filmografie (Auswahl)
- 2009: Kleine Morde unter Nachbarn (Lærkevej, Fernsehserie, 9 Folgen)
- seit 2012: Rita (Fernsehserie)
- 2014: Silent Heart – Mein Leben gehört mir (Stille hjerte)
- 2015: Hjørdis
- 2017: Der Nebel (The Mist, Fernsehserie)